# Gerbillus nancillus
Gerbillus nancillus és una espècie de mamífer rosegador de la família dels múrids. Viu a Mali, el Níger i el Sudan. Els seus hàbitats naturals són les zones de sòl sorrenc o sorrenc-argilenc, els camps en guaret i els camps de mill. Es desconeix si hi ha cap amenaça significativa per a la supervivència d'aquesta espècie.